# Histoire de l'Everton FC
Le club Everton Football Club possède une histoire longue et détaillée. Les racines du club prennent source dans un congrégation méthodiste anglaise nommée New Connexion et fondée par Guto Sion Jones en 1865, qui décide de construire une nouvelle chapelle aux environs de Liverpool en 1868. L'année suivante, l'église devient propriétaire de terrains situés à Breckfield Road North, entre St. Domingo Vale et St. Domingo Grove. Cet espace est situé près du district d'Everton, qui forme une partie de la Ville de Liverpool depuis 1835. Depuis son origine, Everton a rencontré de nombreux succès, remportant une fois Coupe d'Europe des vainqueurs de coupe, neuf fois le Championnat d'Angleterre et cinq fois la Coupe d'Angleterre. Everton est le seul club qui a joué plus de 100 saisons au sommet du football anglais, la saison 2010-2011 étant leur 108e participation à l'élite anglaise.

## Fondation en 1878
La nouvelle chapelle de l'Église Méthodiste St. Domingo's est inaugurée en 1871 et six ans plus tard, Le révérend Ben Swift Chambers y exerce son ministère. Il crée dans la paroisse une équipe de cricket pour les jeunes mais, comme le cricket se joue seulement en été, l'hiver reste propice pour pratiquer un autre sport. Ainsi, un club de football appelé St. Domingo's Football Club  est formé en 1878.
Beaucoup de gens extérieurs à la paroisse sont intéressés par rejoindre au club de football, de sorte que l'on décide que le nom doit être changé. En novembre 1879, à une réunion à l'Hôtel The Queen's Head, le nom de l'équipe change pour Everton Football Club, d'après le nom du secteur de la ville. Le quartier est également l'emplacement de la figure sur le blason de l'équipe, une ancienne prison connue sous le nom Prince Rupert's Tower. Barker et Dobson, un fabricant local de sucreries, confectionne les "Everton Mint", en l'honneur du club ce qui peut expliquer le surnom "le Toffees" de l'équipe.
À l'origine, Everton joue sur un terrain ouvert situé dans le coin sud-est du Stanley Park nouvellement aménagé, le site pour le projet du nouveau stade du Liverpool Football Club. Le premier match officiel sous le nom d'Everton FC a lieu en 1879 contre avec une victoire de 5-0 contre St. Peters.
La vie des clubs professionnels requiert cependant des installations fermées, en 1882, un nommé J. Cruit fait don d'un terrain comprenant une clôture et des tourniquets permettant de faire payer l'entrée, à Priory Road qui devient le terrain d'accueil du club pendant deux ans. M. Cruit demande au club de quitter son terrain du fait que la foule des spectateurs est beaucoup trop grande et bruyante. En 1884, Everton s'installe à Anfield situé à proximité, loué par John Orrell, un ami de John Houlding. Des tribunes couvertes y sont alors construites. Houlding devient propriétaire d'Anfield un an après qu'Everton y emménage, Everton faire d'abord un don à un hôpital local en guise de loyer avant de payer un loyer à leur propre président.

## De la fondation de la Football League à la première guerre mondiale
Trophées gagnés : Championnat d'Angleterre (1891), Coupe d'Angleterre (1906), Championnat d'Angleterre (1915)
En 1888, Everton devient membre fondateur de la Ligue de football, terminant huitième de la première saison et deuxième de la suivant. La saison 1890-1891 commence par une bonne série de cinq victoires d'affilée, avec Fred Geary qui marque à chacun des six premiers matches. À la mi-Janvier, Everton avait terminé tous ses matchs sauf un, et se trouvaient avec 29 points, tandis que Preston North End avait onze points de retard mais sept matchs à jouer. Everton patiente pendant deux mois alors que Preston termine ses matchs en retard jusqu'à ce qu'il ne soit qu'a deux points de avec un match à jour pour chacune des équipes. Les deux équipes jouent leurs derniers matchs de la saison le 14 mars, avec une défaite 3-2 d'Everton à Burnley (Geary marque les deux buts Everton) et Preston défait 3-0 à Sunderland. Everton gagne ainsile championnat pour la première fois, par une marge de deux points avec quatorze victoires sur 22 matchs de championnat. Geary joue tous les matchs de la saison et termine la saison meilleur buteur du club avec 21 buts.
À cette époque, le conseil d'Administration d'Everton et le président John Houlding connaissent un conflit. Le conseil d'administration, plutôt libéral se saisissant du fait que le conseiller conservateur utilise le club à des fins financier et politique, un désaccord existait sur le modèle de gestion du club et la question de la vente de rafraîchissements pour laquelle avait Houlding des droits exclusifs. Houlding ayant augmenté le loyer du club de 150 % après la saison 1889-1890 jusqu'à £ 250 par an. John Orrell, qui était propriétaire du terrain adjacent, essaye d'obtenir le droit de faire passer une route jusqu'à son terrain dont le tracé traverse la tribune principale nouvelle construite. De ce fait Everton, pour éviter cela, doit soit acheter le terrain d'Anfield où il joue et le terrain d'Orrell ou bien louer les deux terrains à la fois. Les membres du conseil d'Everton accusent Houlding d'être au courant de la demande de servitude et d'avoir cependant permis l'édification de la nouvelle tribune. Le conseil souhaite qu'Houlding négocie la location combiné d'Anfield et des d'Orrell pour £ 370 ou l'achat des deux, mais le conseil se voit opposé que le prix n'est pas négociable.
En mars 1892, Houlding crée une société et fait enregistrer comme marque l'"Everton F.C. and Athletic Grounds Ltd" alors qu'Everton occupaient toujours Anfield pour ses matchs à domicile et essaye ainsi à obtenir le droit du calendrier et du classement du club d'Everton[Quoi ?]. La  Fédération anglaise ne reconnaît pas la nouvelle société Houlding comme Everton, entraînant son changement de nom en Liverpool Football Club en juin 1892. Everton déménagé alors Goodison Park sur le côté nord de Stanley Park, et émet 5000 actions du club, en donnant aux administrateurs une participation de 6 % dans le club. Everton joue son dernier match à Anfield le 18 avril 1892 contre Bolton Wanderers,,,,,,.
À la suite du déménagement à Goodison Park Everton atteint quatre finales de la Coupe d'Angleterre avant la Première Guerre mondiale, le club perd 1-0 contre Wolverhampton Wanderers au Fallowfield Stadium le 26 mars 1893 et 3-2 contre Aston Villa au Crystal Palace le 10 avril 1897 avant de gagner à leur troisième tentative, le 20 avril 1906 contre Newcastle United au Crystal Palace. Le club joue un deuxième finale consécutive, le 20 avril 1907, qui se termine par une défaite de 2-1 contre Sheffield Wednesday. En 1914–15 se déroule la dernière édition du championnat d'Angleterre avant sa suspension pour la durée de la Première Guerre mondiale, cette saison voit Everton remporter son deuxième titre de champion, un point devant Oldham Athletic.

## L'entre deux guerres
Trophées gagnés : Championnat d'Angleterre (1928), Championnat d'Angleterre (1932), Coupe d'Angleterre (1933), Championnat d'Angleterre (1939)
Dixie Dean est l'un des plus grands buteurs de l'histoire du football anglais, après avoir avec Tranmere Rovers tenu une moyenne d'un but par match, l'attaquant prolifique s'engage à jouer pour Everton. Lors de sa première saison pour Everton, en 1925-26, Dean marque 32 buts en 38 matchs, inscrivant deux buts lors de ses débuts en équipe première. La saison suivante, il marque 21 buts en 27 matches. En 1927-1928, Dean marque 60 buts en 39 matches, établissant un record qui resiste depuis lors, et donne presque à lui seul le titre de champion à Everton.
Par une retournement de situation inattendu, en 1930 Everton termine dernier de la première division et est relégué en deuxième division. Dean est en pleine forme dans la ligue secondaire, marquant 39 buts en 37 matches et permet à Everton de retrouver la première division dès la première tentative. La saison suivante, Dean marque 45 buts et Everton remporte à nouveau le titre de champion.
En 1933, Everton remporté la coupe d'Angleterre, Avec Dean Everton devenant le tout premier numéro 9 de l'histoire d'Everton des numéros étant portés pour la première fois lors de la victoire 3-0 en finale contre Manchester City. Le numéro 9 devient alors synonyme d'attaquant prolifique et dominateur au niveau national et international, quelque chose incarné par Dean.
Dean joue son dernier match pour Everton le 11 décembre 1937. Dean meurt lors d'un Merseyside derby à Goodison Park en 1980, laissant derrière lui le souvenir de 383 buts en 433 matchs au total.
Lors de la saison Championnat d'Angleterre, Everton, avec Joe Mercer, Thomas George Jones et Tommy Lawton remporte à nouveau le championnat. Lawton marque 34 buts durant la saison à l'âge de 19 ans. Le déclenchement de la Seconde Guerre mondiale, l'interruption des carrières des joueurs pour six ans mette un terme à une équipe qui avait le potentiel pour gagner d'autre titre pour Everton.

## Les années 1940 et 1950, une période stérile
La période des années 1940 et 1950 est une période pauvre de l'histoire du club. La grande équipe d'avant-guerre est rapidement dispersée en 1946. Tommy Lawton  rejoint Chelsea, Joe Mercer en désaccord avec le manager Theo Kelly est vendu à Arsenal, Thomas George Jones est proposé à l'AS Roma. Rapidement, il ne reste que Ted Sagar au club parmi les joueurs cadre d'avant-guerre.
Sous la direction du sous-financé et peu inspiré Cliff Britton, Everton est relégué en Second Division après la saison 1950-1951 pour la deuxième fois de leur histoire. Cette fois, il faut trois saisons avant qu'Everton soit promu en 1954 comme vice-champion de D2. Le dernier match de la saison, gagné par Everton 4-0 contre Oldham, se révèle décisif pour obtenir la promotion.
L'équipe comprenait alors quelques joueurs notables tels que Dave Hickson et Bobby Collins. Parmi les matchs mémorables de cette époque est inclus la victoire 5-2 en 1956 à Old Trafford mettant fin à une longue série d'invincibilités à domicile de Manchester United.

## Harry Catterick (1961-1974)
Trophées gagnés : Championnat d'Angleterre (1963), Coupe d'Angleterre (1966), Championnat d'Angleterre (1970)
De nombreux supporteurs considèrent les années 1960 comme l'âge d'or d'Everton. Après la période stérile des années 1950, Harry Catterick prend en charge Everton en 1961. L'équipe est bientôt surnommé «School of Science» du fait de l'approche méthodique dans la tradition de l'équipe d'Everton des années 1920 à qui ce surnom à d'abord été donné. Le football d'Everton est inventif et fluide comparable au style "Push and Run" de Tottenham. Au cours de la première saison de Catterick au club, Everton a concédé moins de buts que n'importe quelle autre équipe et a terminé quatrième.
La saison suivante, l'équipe ne perd que six de leurs 42 matchs et obtient le titre, avec une attaque associant Roy Vernon et Alex Young qui marquent 46 buts à eux deux (la dernière fois que deux joueurs Everton a marqué plus de 20 buts chacun en une saison). D'autres joueurs notables figurent dans l'équipe comme Billy Bingham, Jimmy Gabriel, Derek Temple, Bobby Collins et Brian Labone.
En 1966, la même année où l'équipe de l'anglais remporte le Coupe du monde, Everton gagne à domicile la Coupe d'Angleterre après être revenu d'une différence de deux buts en leur défaveur contre Sheffield Wednesday en finale, gagnant finalement 3-2. Everton a ensuite atteint la finale en 1968, mais n'a pu vaincre West Bromwich Albion à Wembley.
Un an plus tard, au cours de la saison 1969/70, Everton remporte le Championnat à nouveau grâce entre autres au qualité de buteur de Joe Royle. Le succès de l'équipe est renforcer par le nombre de points remportés (à un point du record absolu) et aux neuf points qui sépare le club de Leeds United, son suivant immédiat au classement. L'équipe remporte ce championnat avec aisance, en jouant ce qui était presque une forme de Football total orchestrée par ses joueurs de milieu de terrain surnommés la "Sainte Trinité" : Howard Kendall, Alan Ball et Colin Harvey. Ce milieu de terrain constitue avec  Brian Labone comme défenseur central et capitaine du club ainsi que Joe Royle à l'avant, une équipe considéré comme la meilleure de l'histoire du club.
L'équipe formée par Harry Catterick en 1969/70 semble destiné à de grandes choses, mais déçoit rapidement. L'équipe termine 14e, 15e, 17e et 7e au cours des saisons suivantes. Le stress des mauvaises performances de l'équipe ont conduit Harry Catterick à une mauvaise santé ce qui l'a finalement conduit à démissionner en 1974.

## Billy Bingham et de Gordon Lee (1974-1981)
Au cours du championnat 1974-1975, sous la direction de Billy Bingham, Everton était sur la bonne voie pour gagner le championnat (certains bookmakers avaient même cessé la prise de paris à Pâques), mais une série de défaites surprenantes contre des équipes réputées plus faible mis fin à cette possibilité, le club se classant finalement 4e. Après deux saisons relativement pauvre (11e et 9e), Bingham part du club en 1977. Durant l'interrègne, Everton atteint la finale de la Coupe de la ligue en 1977, perdant en fin de prolongation du deuxième match d'appui. Bob Latchford en 1977-1978 marque 30 buts et devient meilleur buteur du championnat.
Sous la direction de Gordon Lee, Everton termine troisième en 1977-1978 et quatrième en 1978-1979 en étant considéré comme un possible prétendant au titre tout au long de ces saisons Les attentes des dirigeants plus élevées ainsi que le succès de Liverpool poussent Lee a quitté le club en 1981, époque à laquelle Everton subi un nouveau revers et évite de justesse la relégation en deuxième division.

## Howard Kendall (1981-1987)
Trophées gagnés : Coupe d'Angleterre (1984), Coupe des coupes (1985), Championnat d'Angleterre (1985), Championnat d'Angleterre (1987)
L'ancien joueur d'Everton Howard Kendall retourne au club comme manager en 1981-82, après avoir à la tête des Blackburn Rovers remporter une promotion en Championnat d'Angleterre de football D2 et échouer de très peu pour une seconde promotion consécutive. Le règne de Kendall connait un prometteur début avec une victoire 3-1 contre Birmingham City le jour d'ouverture de la saison, le club termine finalement huitième de Première division. La progression de l'équipe est régulière et constante au cours de la saison 1982-83, le club terminé septième et manque de peu une place qualificative en Coupe de l'UEFA. La seule vraie déception de cette saison est ladéfaite 5-0 à domicile contre le rival, Liverpool le 6 novembre 1982.
Au cours des trois premières saisons après sa nomination en tant que manager d'Everton, Kendall introduit dans l'équipe de jeunes joueurs comme Neville Southall, Gary Stevens, Derek Mountfield, Peter Reid, Kevin Ratcliffe, Trevor Steven et Graeme Sharp dans l'espoir d'apporter un certain succès au club qui est massivement éclipsé par le club voisin et rivaldu Liverpool Football Club depuis le début des années 1970.
La saison 1983-84 constitue une saison de championnat ou Everton essaye ces nouveaux joueurs, le club se situe dans la moitié inférieure de la Première division une grande partie de la saison et les supporteurs réclamant la démission d'Howard Kendall, mais une série de bons résultats au cours des dernières semaines de la saison voit Everton revenir à la septième place. Everton réussi également à se qualifier pour la finale de la Milk Cup, mais le club perd finalement au cours du match d'appui contre Liverpool. L'équipe atteint également la finale de la Coupe d'Angleterre et bat  2-0 Watford mettant fin à 14 années sans le moindre trophée remporté.
La saison suivante, Everton remporte le championnat à quatre matches de la fin du championnat, et remporte aussi la Coupe des coupes constituant leur premier trophée européen. Le club perd sur le score de 1-0 contre Manchester United en finale de la Coupe d'Angleterre ce qui empêche Everton de rejoindre Liverpool en tant qu'équipe anglaise ayant gagné trois trophées majeurs en une saison.
La campagne victorieuse en Coupe des coupes n'est pas exempt de controverse. Au cours d'une rencontre contre le Fortuna Sittard club des Pays-Bas, un fan d'Everton cours nu sur la pelouse avant d'être arrêté en essayant de franchir à nouveau les barrières de sécurité le séparant des tribunes. Cette action constitue une des multiples invasion de terrain par les supporteurs anglais fréquente à cette époque tant à domicile qu'à l'extérieur.
Les supporters affirment que les années 1980, l'équipe Everton aurait pu continuer à gagner encore plus de trophée européen à la suite du succès de 1985 en Coupe des vainqueurs de coupe si le club n'avait pas subi l'interdiction de tous les clubs anglais des compétitions continentales par l'UEFA après la Drame du Heysel (comportant, ironiquement, les supporteurs du club rival de Liverpool).
Le début de saison 1985-86 voit l'acquisition par le club de l'attaquant de 24 ans  Gary Lineker en provenance de Leicester City, impliquant, en contrepartie, le départ controversé du très populaire Andy Gray, retournant à Aston Villa. Cette saison 1985-86, même sans match européen reste une saison à suspens pour Everton. À la fin septembre, il semble que Manchester United sera champions après avoir remporté les 10 premiers matchs du championnat, Everton  est à la cinquième place et accuse 13 points de retard sur le Manchester United avec Liverpool, Chelsea et Newcastle United entre les deux clubs. Cependant, l'excellente forme de Manchester ralenti progressivement et Everton atteint la première place du championnat le 1er février 1986, grâce à une victoire de 1-0 à domicile contre Tottenham Hotspur,. Après cette victoire Everton semblait bien parti pour conserver son titre, bien que Liverpool et le club de West Ham restaient sur les talons d'Everton pour les mois suivants. Cependant, l'impossibilité à battre Nottingham Forest suivie d'une inattendue défaite 1-0 contre les promus d'Oxford United le 30 avril abouti à ce qu'Everton soit détrôné de la première place par Liverpool, avec seulement trois matches restant à disputer. Malheureusement pour Everton, sa défense du titre a pris fin le 3 mai 1986 alors que le dernier match de championnat joué par Liverpool laisse le titre hors de la portée d'Everton, [24] malgré l'écrasante victoire d'Everton contre Southampton 6-1 à Goodison Park le même jour. Toutefois, Everton se classe à la deuxième place en battant West Ham United 3-1 à la dernière journée de la saison. Le 10 mai 1986, le club affronte Liverpool dans la première finale de Coupe d'Angleterre ou s'oppose les deux rivaux de Liverpool. Un but en première mi-temps de Gary Lineker fait penser que la Coupe deviendra la possession d'Everton mais deux buts d'Ian Rush et un autre de Craig Johnston voit Liverpool remporter le trophée pour compléter son doublé, alors qu'Everton ne gagne rien.
L'UEFA met au vote la proposition de mettre fin au bannissement des clubs anglais des compétitions européennes à la fin de la saison, ce qui autoriserait Everton à participer à la Coupe des coupes, mais l'UEFA décide finalement que le bannissement doit durer au moins une saison supplémentaire privant pour la seconde années consécutive les clubs anglais de compétition européennes.
Le début de saison 1986-87 voit Everton vendre leur meilleur buteur Gary Lineker au FC Barcelone, et l'arrivée du défenseur Dave Watson de Norwich City, alors que le milieu de terrain Adrian Heath est replacé pour tenir le rôle de partenaire d'attaque de Graeme Sharp.
La saison commence comme les saisons dernières, avec Everton et Liverpool s'affirmant parmi les favoris, cette fois ci certaine équipes surprises comme Norwich City et Coventry City semblaient en mesure de les menacer. À Noël, Everton se situaient à la quatrième place à un point du deuxième Nottingham Forest, alors qu'Arsenal en plein renouveau se situait six points devant en première place. Une victoire 3-1 contre Coventry City le 7 février 1987 permet à Everton de se placer en tête du championnat, et le club obtient le titre le 4 mai 1987 grâce à une victoire 1-0 contre Norwich City à Carrow Road.
L'UEFA décida de prolonger d'un an le bannissement des clubs anglais des compétitions européennes, signifiant l'impossibilité pour Everton de participer à la Coupe des clubs champions.
Au début de la saison 1987-1988, Howard Kendall décide de quitter le club pour entraîner l'Athletic Bilbao, et est remplacé par son adjoint à Everton, Colin Harvey.

## Colin Harvey (1987-1990)
La première saison de Colin Harvey en tant que manager se solde par une quatrième place sans coupe d'Europe du fait du bannissement des clubs anglais. Au cours de la clôture de la saison 1988, Everton devient le premier club anglais à acheter un joueur pour 2 millions de livres lorsque le club signe l'attaquant Tony Cottee âgé de 23 ans en provenance de West Ham. Malgré cette nouvelle arrivée, Tony Cottee marquant un hat-trick pour ses débuts contre Newcastle United et le fait qu'il soit un des attaquants les plus talentueux à avoir porté le maillot d'Everton, les résultats d'Everton en championnat déclinent, le club terminant huitième dans la ligue en 1988-1989. Everton retourne à Wembley en avril pour la finale de la Full Members Cup que le club perd contre Nottingham Forest et échoue en finale de la Coupe d'Angleterre, à la suite d'une défaite 3-2 face à Liverpool dans les prolongations, lors d'un match éclipsée par la Tragédie de Hillsborough en demi-finale.
La saison 1989-1990 commence bien pour Everton, qui domine la ligue pendant deux semaines en automne. Il y a une incitation supplémentaire à gagner le titre pendant cette saison, l'UEFA ayant promis de lever l'interdiction des clubs anglais des compétitions européennes pour la saison suivante à condition que les supporteurs de l'Angleterre se comportent bien pendant la Coupe du monde. Everton ne reprend jamais la tête de la Ligue qu'il a perdue au début de novembre, et termine sixième du tableau final.
Le 31 octobre 1990, Everton occupe la 18e des 20 places en première division. Seuls les deux derniers sont relégués cette saison, car la première division doit passer à 22 clubs en 1991-1992. S'agissant de la pire entame de championnat d'Everton, le manager Colin Harvey paye de son emploi l'insuffisance de résultats.

## Le retour d'Howard Kendall (1990-1993)
Après avoir quitté Everton en 1987, Howard Kendall passe deux ans avec l'Athletic Bilbao avant de revenir en Angleterre pour y prendre en charge Manchester City et sauver le club de la relégation. Il les conduit à leur meilleur état de forme en championnat au cours des trois premiers mois de la saison 1990-91, le club occupant la cinquième place du championnat. Le 5 novembre 1990, Everton fait une offre à Kendall pour prendre les fonctions de manager du club pour la deuxième fois. Il accepte l'offre, réinstallant comme adjoint Colin Harvey son ancien partenaire au milieu de terrain au club pendant les années 1960, reformant l'équipe de managers qui avait été si réussie de 1981 à 1987, tandis que l'ancien joueur d'Everton Peter Reid (âgé de 34 ans mais jouant régulièrement) succède à Kendall comme manager de Manchester City. Everton termine à la neuvième place du tableau final et élimine Liverpool de la Coupe d'Angleterre avant de s'incliner à West Ham United en quart de finale.
Le début de la saison 1991-92 voit le départ de joueurs dont Graeme Sharp qui sera par la suite élu dans l'équipe type de l'histoire d'Everton et aussi Mike Milligan qui n'a jamais réussi à s'imposer au club. Kendall renforce l'attaque d'Everton, en faisant signer Peter Beardsley qui vient de Liverpool et Mo Johnston des Glasgow Rangers, après avoir été devancé par Liverpool pour la signature de Dean Saunders.
En dépit de ces changements, Everton continué à baisser au niveau de ses résultats en championnat, en 1991-92 le club terminé 12e - leur plus mauvaise performance depuis plus d'une décennie, bien que cette place soit suffisante pour obtenir une place dans la nouvelle FA Premier League qui a prend le relais de la Football League First Division comme la plus haute division du football anglais.
1992-93 apporte encore plus de frustration à Goodison Park, Everton termine 13e de la nouvelle Premier League, augmentant la pression sur Howard Kendall.
Les matchs ouvrants la Saison 1993-94  constituent le point tournant pour Howard Kendall de la deuxième période d'Howard Kendall comme manager Everton, le club est alors en tête de la Premier League après avoir remporté ses trois premiers matchs. Toutefois, une baisse de forme suit cette période au cours des semaines suivantes, et Kendall part d'Everton au début de décembre après que le club est descendu à une position de milieu de tableau en championnat.

## Mike Walker (1994)
En janvier 1994 Everton trouve un successeur à Howard Kendall et recrute Mike Walker de Norwich City équipe ayant récemment terminé troisième de la Premier League et éliminé le Bayern de Munich de la Coupe de l'UEFA. Everton est condamné plus tard à une amende de £ 75,000 par la Premier League pour "incitation indirecte" faite à Walker de quitter Norwich. Le nouveau manager se voit confronté au défi de sauver de la relégation Everton, le club ayant passé 40 saisons consécutives dans l'élite et été champion sept ans auparavant. Pour rester en première division, le dernier jour de la saison, Everton doit battre Wimbledon à Goodison Park. Wimbledon mène par 2-0, mais Everton réussi un spectaculaire retour et gagne 3-2 contribuant à la relégation de Sheffield United et d'Oldham Athletic qui accompagne le club de Swindon Town déjà relégué. Everton connait un mauvais début de saison 1994-95 se retrouvant au fond du classement après 14 parties et n'avoir gagné qu'un match, ce qui conduit au limogeage de Walker en novembre 1994.

## Joe Royle (1994-1997)
Trophées gagnés : Coupe d'Angleterre (1995)
Quelques jours après le limogeage de Walker, l'ancien joueur d'Everton Joe Royle revient au club comme manager, après 12 ans à la tête d'Oldham Athletic. Sa priorité est de sauver Everton de la relégation. Il fait quelques changements à l'effectif de l'équipe au cours des premiers mois qu'il passe comme manager, il enlève de l'effectif des  joueurs comme Brett Angell et David Burrows et ajoute le défenseur Earl Barrett à l'équipe ainsi que l'attaquant nigérian Daniel Amokachi et l'attaquant écossais Duncan Ferguson payé une somme record pour l'équipe de 4 millions de £. Everton obtient son maintien en Premier League dans l'avant-dernier match de la saison qu'il gagne 1-0 contre Ipswich Town, un club déjà relégué.
Mais le plus grand succès de la saison d'Everton survient le 20 mai 1995, quand un but de Paul Rideout leur permet d'obtenir une victoire 1-0 sur Manchester United en finale de la Coupe d'Angleterre. Le gardien de but Neville Southall joue un rôle crucial dans ce premier trophée majeur gagné par Everton depuis huit ans, il a fait plusieurs arrêts importants au cours du match, dont deux tirs en fin de match du jeune joueur de Manchester United Paul Scholes, âgé de 20 ans.
Royle renforce l'équipe d'Everton pour 1995-1996 avec un transfert record pour l'équipe de 5 millions de livres avec l'ailier ukrainien de Manchester United, Andrei Kanchelskis. Royle s'appuie sur la victoire en Coupe d'Angleterre et table sur un bon parcours en Coupe des coupes et un bon parcours général au cours des compétitions nationales, mais le parcours en coupe d'Angleterre se termine prématurément. Les résultats de l'équipe en championnat sont cependant sensiblement améliorés, puisque le club termine sixième devancé de justesse pour une place en Coupe de l'UEFA par Arsenal le dernier jour de la saison. L'ailier Kanchelskis connaît une bonne saison, il marque 16 buts et justifie sa réputation de meilleur ailier droit de la Premier League. Cependant, Kanchelskis quitte le club pour la Fiorentina au milieu de la saison 1996-1997 et Everton sans lui s'enfonce dans le milieu du classement. Royle démissionne en tant que manager, le 27 mars 1997 le club étant engagé dans une bataille contre la relégation. Le défenseur vétéran et capitaine Dave Watson prend ses fonctions de manager jusqu'à la fin de la saison, contribuant ainsi au maintien d'Everton, mais 
ne voulant pas du poste de façon permanente, Everton doit à nouveau chercher un nouveau manager.

## La troisième période Howard Kendall (1997-1998)
À la fin de la saison 1996-97, Everton approche à nouveau Howard Kendall (À l'époque à Sheffield United) à la suite de l'échec des négociations avec Bobby Robson et Andy Gray pour lui proposer une troisième période à la tête de l'équipe. Il accepte l'offre, et il alors que la nouvelle saison commence il y a beaucoup de questions pour savoir si Kendall peut encore retrouver ses anciennes qualités et rétablir Everton comme l'une des équipes importantes d'Angleterre. 1996-97 reste sans aucun doute la saison la plus difficile d'Everton dans leur actuel série d'années consécutives en première division (qui commence en 1954) et Everton ne se maintient que grâce à la différence de buts au détriment de Bolton Wanderers. Hors du terrain, le club connaît une crise financière majeure qui ne se résout pas avant 1999.
La troisième période de Kendall à la tête de 'équipe d'Everton prend fin en juin 1998, quand il est licencié, il semble alors probable que le président Peter Johnson se tourne vers Brian Kidd, manager adjoint à Manchester United pour lui succéder, mais il choisit finalement de confier le poste à Walter Smith.

## Walter Smith (1998-2002)
L'ancien manager des Rangers Walter Smith prend la place de Kendall à l'été 1998 ce qui fait attendre des signatures de haut niveau et de bons resultats mais sa première saison au club se solde par une 14e place sans relief. Au cours de la 1998-99 saison de l'attaquant Duncan Ferguson est vendu à Newcastle United à l'insu de Smith. La façon de procédé du président Peter Johnson lors de cette vente aboutit à ce que les supporteurs obtiennent qu'il quitte son poste
. 
Le metteur en scène Bill Kenwright prend le contrôle du club et installe Philip Carter comme nouveau président. Les chances de succès de Smith restent entravés par les contraintes financières qui ont également contribué au déclin du club les années précédentes. La saison 1999-00 se conclut par une banale 13e place ce qui accroît la pression sur Smith, la pression devient d'autant plus importante qu'Everton fini 16e la saison suivante.
En mars 2000 le fournisseur de télévision par câble américain NTL approche le club en vue de l'achat d'une participation de 9,9 %. Everton doit annoncer l'accord avant le début de la saison 2000-01, mais en octobre 2000, toute chance d'accord avait disparaît, laissant Everton avec ses difficultés financières ce qui contraint le club à vendre des joueurs de l'équipe première, y compris certains joueurs formés au club comme Francis Jeffers et Michael Ball, pour équilibrer les comptes - le conseil ayant dépensé £ 18.4 millions pour l'achat d'Alessandro Pistone, de Steve Watson, d'Alex Nyarko, de Paul Gascoigne, de Niclas Alexandersson, de Thomas Gravesen et de Duncan Ferguson sur la base de l'accord avec NTL. Dans le même temps, Paul Gregg négocie sans succès un accord avec les médias nationaux.

## David Moyes (depuis 2002)
Le conseil d'administration d'Everton perd finalement patience avec Smith et le limoge en mars 2002 alors qu'Everton est en réel danger de relégation. Le conseil d'administration se tourne alors vers le prometteur jeune manager de Preston North End, David Moyes avec la tâche de faire remonter au classement Everton en après des années de contre-performance. Il parvenait à sauver le club de la relégation au cours des derniers matchs de la saison. Pour sa première saison complète à la tête d'Everton, Moyes termine septième de la Premier League et laisse échapper de justesse une place en Coupe UEFA, dans un championnat marqué par l'émergence du jeune et brillant attaquant Wayne Rooney, qui devient une célébrité nationale avec un but victorieux à la dernière minute contre les champions en titre Arsenal, devenant le plus jeune de l'histoire d'Everton en championnat anglais, faisant perdre son premier match à Arsenal depuis près d'un an.
La saison 2002-03 est la meilleure d'Everton depuis la sixième place du club en 1995-96 pendant une partie de la saison le club était en position de se qualifier en Ligue des Champions. En Coupe d'Angleterre les Toffees sont éliminés au 3e tour lors de la réception de Shrewsbury Town, qui sera reléguée en dehors de la Football League quatre mois plus tard et qui a pour entraineur, Kevin Ratcliffe, l'ancien capitaine d'Everton. La saison suivante le club voit sa forme en championnat baisser terminant 17e et accumulant le plus faible total de point de l'histoire du club.
Wayne Rooney demande son transfert et est vendu à Manchester United en août 2004 pour la somme de £ 23million, pouvant être revu à la hausse jusqu'à £ 30 millions en raison de primes supplémentaires pour les apparitions en championnat, les trophées remportés, les sélections internationales et 25 % sur les bénéfices à la revente du joueur. Malgré la perte du buteur Wayne Rooney le championnat 2004-05 est mieux réussi, le club termine quatrième du tableau final, la position la plus élevée depuis 1988, la qualification en Ligue des Champions est obtenue au détriment des rivaux de Liverpool. Grâce à la tactique ne 4-5-1 de Moyes, le jeu du club est amélioré et le milieu de terrain danois Thomas Gravesen se met en évidence et est vendue au Real Madrid au milieu de la saison.
Malgré l'euphorie de la campagne précédente et la qualification Champions League, Everton commence la saison 2005-06 avec de mauvais résultats, le parcours en Ligue des champions se termine par une défaite contre Villarreal dans les phases de qualification, après que l'arbitre Pierluigi Collina crée la polémique en refusant un but important Everton. Après avoir été reversé en Coupe de l'UEFA, le club est éliminé par le Dinamo Bucarest, qui ont bat le club anglais 5-1 en Roumanie.
Après avoir occupé la zone de relégation en Premier League pendant le mois d'octobre 2005, Everton met fin a une série de neuf matchs remportés par   Chelsea avec un match nul 1-1 qui déclenche une courte amélioration de forme qui voit l'équipe obtenir des résultats réguliers permettant d'obtenir des points précieux. Cette période est suivie d'une mauvaise série de résultats, y compris plusieurs défaites 4-0 face à différentes équipes de la seconde partie de classement et un derby à sens unique. Une victoire 1-0 à Sunderland le jour de la Saint-Sylvestre inaugure une série de cinq victoires et six matches sans défaite en championnat incluant une victoire contre  Arsenal constituant la meilleure série du club la création de la Premiership et qui voit l'équipe quitter la zone de relégation pour la première moitié de tableau laissant envisager une possible qualification européenne. L'équipe restant inconstante, connaissant un match nul décevant lors du dernier jour faisant finir le club à la 11e. L'irrégularité et le manque de buts font finir Everton mettent aux espoirs du club d'une nouvelle campagne européenne.
Everton débute bien la saison 2006-07, y compris une première victoire à White Hart Lane en vingt ans, suivie d'une victoire 3-0 contre Liverpool. Le record de transfert du club est battu avec la signature de Andrew Johnson en provenance de Crystal Palace. À la fin de la saison d'Everton se situe à la 6e place et se qualifie pour l'édition suivante de la Coupe de l'UEFA. Au cours de l'été 2007, le club annonce l'acquisition d'une équipe professionnelle de basket-ball appelée la Everton Tigers, qui rejoint la British Basketball League en tant qu'une des trois nouvelle franchises pour la saison 2007-2008.
En 2007-08, Everton bât un nouveau record de transfert avec la signature de Yakubu en provenance de Middlesbrough pour 11,25 millions d'euros. Le club atteint la phase de groupes de la Coupe de l'UEFA, où il remporte tous ses matchs, notamment contre le futur vainqueur Zénith Saint-Pétersbourg. Ayant réussi à se qualifier pour le tour suivant Everton est éliminé en 1/8 de finale par la Fiorentina. En Coupe de la ligue Everton atteint les demi-finales pour la première fois en 20 ans, perdant face à Chelsea. Everton passe une grande partie de la saison dans les quatre premiers du championnat, mais est finalement dépassé par Liverpool, termine 5e et se qualifie de nouveau pour la Coupe de l'UEFA.
L'été suivant est celui des difficultés pour Everton quant à leur déménagement de stade puisque le club ne réussit à obtenir l'acceptation du gouvernement pour emménager au site de Kirkby. Le départ du président Keith Wyness et l'apparente réticence de Moyes à signer un nouveau contrat augmente les doutes parmi les supporters. Au cours de la dernière semaine de la fenêtre de transfert, le record de transfert du club est à nouveau battu avec la signature de Marouane Fellaini pour € 15 millions provenant du Standard de Liège. Everton ne peut se qualifier pour participer au groupes de la Coupe de l'UEFA éliminés par Liège, Fellaini n'étant pas qualifié pour jouer contre son ancienne équipe.
Moyes signe un nouveau contrat de 5 ans avec le club. Une bonne série de matchs en novembre et décembre (8 victoires et 2 nulles en 12 matchs de championnat) propulse le club en première partie de classement et suscite l'espoir pour une nouvelle place parmi les six premiers.
Au début de février, Everton joue Liverpool à 3 reprises, une fois en championnat (un match nul 1-1 à Anfield) et deux fois à la Coupe d'Angleterre, avec Everton remportant finalement la victoire au cours du match à Goodison Park.
Les blessures en fin de championnat de Yakubu, Mikel Arteta et Phil Jagielka n'entravent pas le progrès d'Everton et la saison se termine avec une 5e place en championnat avec seulement 3 défaites au cours des 29 derniers matchs, synonyme de qualification pour la saison suivante en Ligue Europa. Everton atteint sa première finale de Coupe d'Angleterre depuis 1995 après avoir éliminé Manchester United aux tirs au but en demi-finale à Wembley, mais est finalement défait par Chelsea sur le score de 2-1.
La saison 2009-10 commence par deux défaites à domicile, y compris une défaite 6-1 contre Arsenal. Le club se sépare de Joleon Lescott qui a rejoint Manchester City pour un montant de transfert de £ 24 m. Le club se qualifie pour la phase de groupes de la Ligue Europa.
Le niveau de l'équipe ne championnat continue d'être médiocre en novembre et décembre, cette période comprend une défaite 2-0 contre Liverpool. Le début de la nouvelle année voit Everton se battre pour une place au milieu de tableau, tandis que le club rencontre en huitième de finale de Ligue Europa le Sporting Clube de Portugal.

## Palmarès du Club
Le tableau suivant liste le palmarès de l'Everton Football Club actualisé au 1er janvier 2010 dans les différentes compétitions officielles au niveau national, international, régional ainsi que dans les compétitions de jeunes.
Palmarès de l'Everton Football Club en compétitions officielles
| Compétitions nationales | Compétitions internationales                      | Compétitions régionales |
| --- | ------------------------------------------------- | --- |
| - Championnat d'Angleterre (9) : - Champion : 1891, 1915, 1928, 1932, 1939, 1963, 1970, 1985 et 1987. - Vice-champion : 1890, 1895, 1902, 1905, 1909, 1912 et 1986. - Coupe d'Angleterre (5) : - Vainqueur : 1906, 1933, 1966, 1984 et 1995. - Finaliste : 1893, 1897, 1907, 1968, 1985, 1989 et 2009. - Coupe de la Ligue : - Finaliste : 1977 et 1984. - Community Shield (9) : - Vainqueur : 1928, 1932, 1963, 1970, 1984, 1985, 1986, 1987 et 1995. | - Coupe des Coupes : - Vainqueur : 1985.          | - Liverpool Senior Cup (45) - Vainqueur : 1893, 1901, 1902, 1903, 1905, 1907, 1909, 1910, 1912, 1913, 1915, 1920, 1925, 1927, 1929, 1930, 1934, 1936, 1937, 1939, 1942, 1943, 1946, 1947, 1948, 1951, 1952, 1961, 1964, 1968, 1977, 1980, 1981, 1982, 1997, 1998, 2002, 2004 et 2009. - Lancashire Senior Cup (6) - Vainqueur : 1894, 1897, 1910, 1935, 1940, 1964. |
| - Championnat d'Angleterre (9) : - Champion : 1891, 1915, 1928, 1932, 1939, 1963, 1970, 1985 et 1987. - Vice-champion : 1890, 1895, 1902, 1905, 1909, 1912 et 1986. - Coupe d'Angleterre (5) : - Vainqueur : 1906, 1933, 1966, 1984 et 1995. - Finaliste : 1893, 1897, 1907, 1968, 1985, 1989 et 2009. - Coupe de la Ligue : - Finaliste : 1977 et 1984. - Community Shield (9) : - Vainqueur : 1928, 1932, 1963, 1970, 1984, 1985, 1986, 1987 et 1995. | Compétitions de jeunes                            | - Liverpool Senior Cup (45) - Vainqueur : 1893, 1901, 1902, 1903, 1905, 1907, 1909, 1910, 1912, 1913, 1915, 1920, 1925, 1927, 1929, 1930, 1934, 1936, 1937, 1939, 1942, 1943, 1946, 1947, 1948, 1951, 1952, 1961, 1964, 1968, 1977, 1980, 1981, 1982, 1997, 1998, 2002, 2004 et 2009. - Lancashire Senior Cup (6) - Vainqueur : 1894, 1897, 1910, 1935, 1940, 1964. |
| - Championnat d'Angleterre (9) : - Champion : 1891, 1915, 1928, 1932, 1939, 1963, 1970, 1985 et 1987. - Vice-champion : 1890, 1895, 1902, 1905, 1909, 1912 et 1986. - Coupe d'Angleterre (5) : - Vainqueur : 1906, 1933, 1966, 1984 et 1995. - Finaliste : 1893, 1897, 1907, 1968, 1985, 1989 et 2009. - Coupe de la Ligue : - Finaliste : 1977 et 1984. - Community Shield (9) : - Vainqueur : 1928, 1932, 1963, 1970, 1984, 1985, 1986, 1987 et 1995. | - FA Youth Cup (3) - Vainqueur : 1965, 1984, 1998 | - Liverpool Senior Cup (45) - Vainqueur : 1893, 1901, 1902, 1903, 1905, 1907, 1909, 1910, 1912, 1913, 1915, 1920, 1925, 1927, 1929, 1930, 1934, 1936, 1937, 1939, 1942, 1943, 1946, 1947, 1948, 1951, 1952, 1961, 1964, 1968, 1977, 1980, 1981, 1982, 1997, 1998, 2002, 2004 et 2009. - Lancashire Senior Cup (6) - Vainqueur : 1894, 1897, 1910, 1935, 1940, 1964. |